# 파나티나이코 경기장
파나티나이코 경기장(그리스어: Παναθηναϊκό στάδιο)은 그리스 아테네에 있는 경기장이다. 칼리마르마로(그리스어: Καλλιμάρμαρο, "아름다운 대리암으로 장식한"이라는 뜻)로도 알려져 있는데 세계에 있는 주경기장 중에 전부 대리암으로 만들어진 곳은 이 곳이 유일하다.

## 역사
고대에 이 경기장은 아테나를 기리기 위한 파나텐 축제의 경기장을 쓰였다. 고전기에 이 곳 경기장 좌석은 나무로 되어 있었다. 그 후 기원전 329년, 집정관 리쿠르고스가 경기장을 대리석으로 새로 지었으며, 서기 140년, 헤로데스 아티쿠스가 경기장을 증축하면서 좌석을 50,000개로 늘렸다. 근대에 들어, 에방겔리스 자파스가 올림피아 경기를 부활시키기 위하여 이 고대 경기장을 발굴하고 정비하는 데 자금을 댔다. 자파스가 후원한 자파스 올림픽이 1870~1875년에 이 경기장에서 열렸다. 1895년에 파나티나이코 스타디움은 1896년 하계 올림픽 때문에 다시 고쳤다. 이 경기장은 고대의 U-자형 모델을 따라서 규격에 맞추느라 오랜 시간이 걸렸다. 현재 대리석 계단 50개에 따라서 앉으면 80,000명까지도 수용이 가능하다.
최근 몇 년간 이 경기장은 그리스 운동선수들이 외국에서 경기를 한 뒤 승리를 기념하기 위해 쓰이는 장소가 되었으며 유로 2004에서 우승한 그리스 축구 국가대표팀이 이곳으로 오기도 했다. 1997년에 열린 세계 육상 선수권 대회 때는 반젤리스가 개막 기념 공연을 하기도 했다.

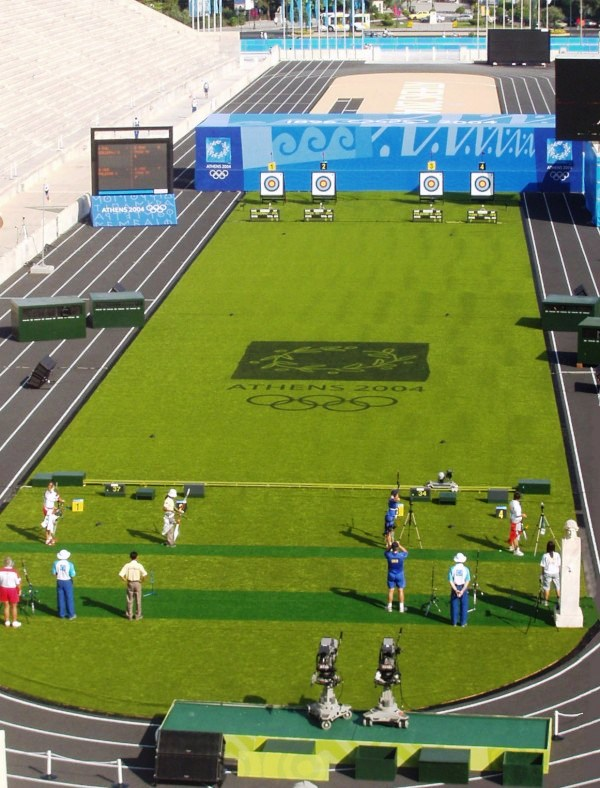
2004년 올림픽 때 열린 양궁 경기

본 경기장은 2004년 하계 올림픽 당시 양궁 경기장으로 사용되었으며, 마라톤의 결승 지점이기도 했다.
드물게, 이 경기장은 음악 공연을 하는데 쓰이기도 했다. 2009년 7월 1일, 사키스 루바스가 환경보호 콘서트를 했는데(이 날은 그리스의 공공장소에서 금연을 실시한 첫째날 이었다.) 표가 모두 팔렸으며 50,000명이 넘는 관객이 들어왔으며 이 수는 경기장에서 열렸던 콘서트 중 가장 많은 관객이 들어온 것이며 역대 그리스 음악가 중에서 가장 많은 관객을 불러모은 수이기도 하다.

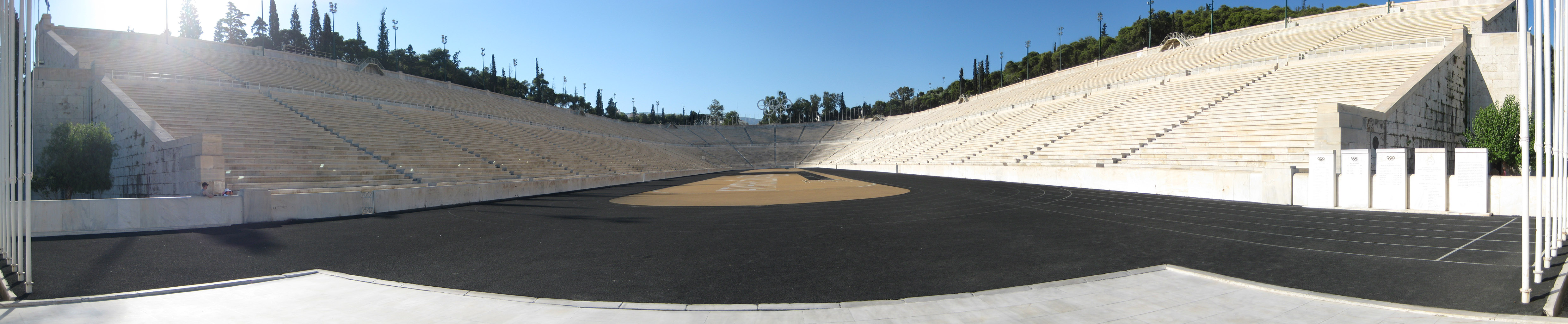
입구에서 바라본 파나티나이코 경기장의 파노라마